# Unión Deportiva San Sebastián de los Reyes
L'Unión Deportiva San Sebastián de los Reyes è una società calcistica con sede a San Sebastián de los Reyes, nella Comunità autonoma di Madrid, in Spagna. 
Gioca nella Segunda División RFEF, la quarta serie del campionato spagnolo.
Fondata nel 1971, gioca le partite interne nell'Estadio Municipal de Deportes, con capienza di 3.000 posti.

## Statistiche e record

### Partecipazione ai campionati
- 2ª División: 0 stagioni
- 2ª División B: 19 stagioni
- 3ª División: 16 stagioni

### Stagioni

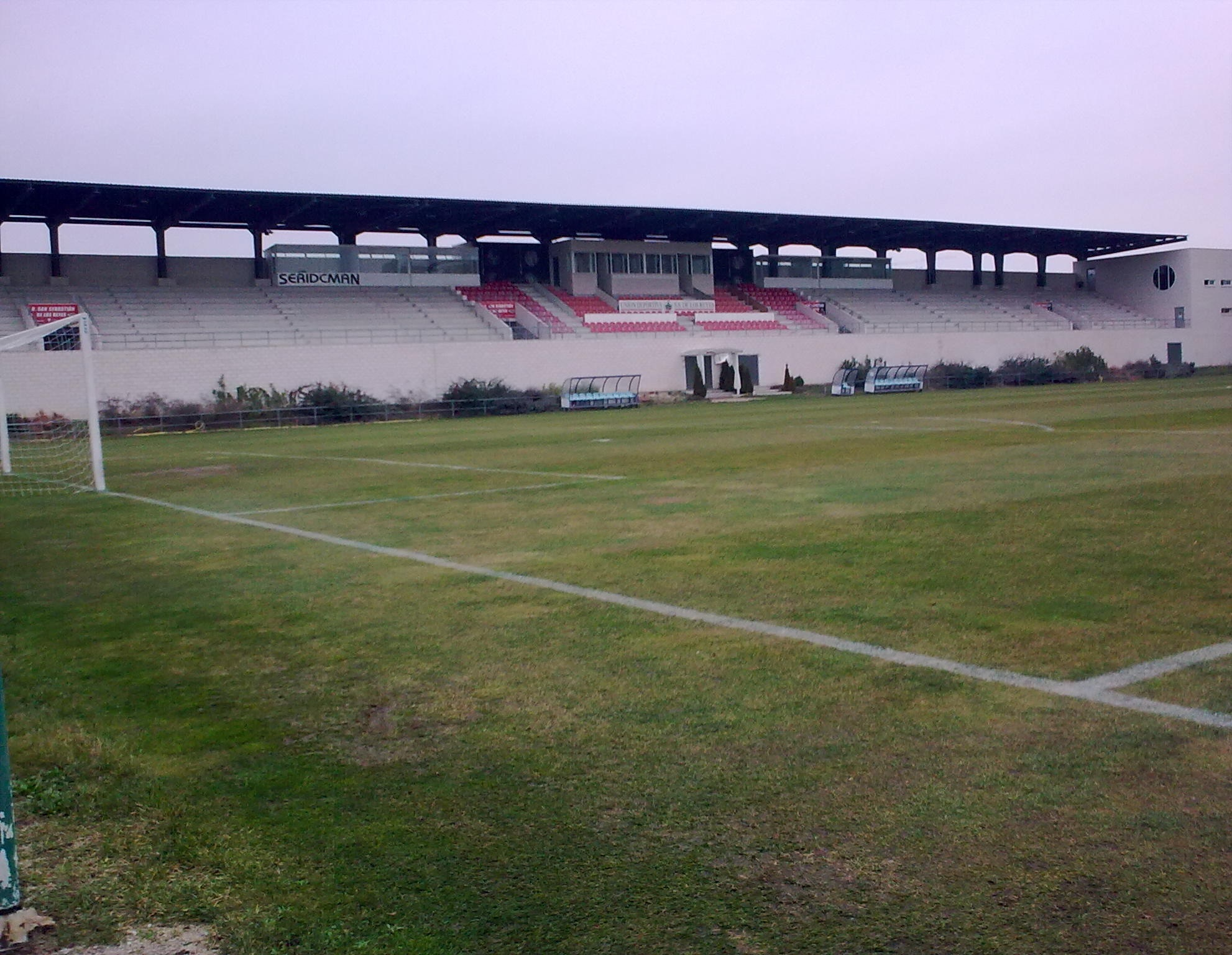
Stadio Matapiñoneras

| Stagione    | Categoria | Posizione |
| ----------- | --------- | --------- |
| dal 1971-72 | Cat. reg. | —         |
| al 1984-85  | Cat. reg. | —         |
| 1985/86     | 3ª        | 13°       |
| 1986/87     | 3ª        | 7°        |
| 1987/88     | 2ªB       | 13°       |
| 1988/89     | 2ªB       | 16°       |
| 1989/90     | 3ª        | 7°        |
| 1990/91     | 3ª        | 13°       |
| 1991/92     | 3ª        | 16°       |
| 1992/93     | 3ª        | 4°        |
| 1993/94     | 2ªB       | 10°       |
| 1994/95     | 2ªB       | 6°        |
| 1995/96     | 2ªB       | 17°       |
| 1996/97     | 3ª        | 6°        |
| 1997/98     | 3ª        | 4°        |

| Stagione | Categoria | Posizione |
| -------- | --------- | --------- |
| 1998/99  | 2ªB       | 14°       |
| 1999/00  | 2ªB       | 6°        |
| 2000/01  | 2ªB       | 18°       |
| 2001/02  | 3ª        | 1°        |
| 2002/03  | 3ª        | 1°        |
| 2003/04  | 2ªB       | 13°       |
| 2004/05  | 2ªB       | 14°       |
| 2005/06  | 2ªB       | 10°       |
| 2006/07  | 2ªB       | 6°        |
| 2007/08  | 2ªB       | 19°       |
| 2008/09  | 3ª        | 13°       |
| 2009/10  | 3ª        | 13°       |
| 2010/11  | 3ª        | 4°        |
| 2011/12  | 2ªB       | 15°       |
| 2012/13  | 2ªB       | 17°       |

| Stagione | Categoria | Posizione |
| -------- | --------- | --------- |
| 2013/14  | 3ª        | 4°        |
| 2014/15  | 3ª        | 6°        |
| 2015/16  | 3ª        | 1°        |
| 2016/17  | 2ªB       | 16°       |
| 2017/18  | 2ªB       | 9°        |
| 2018/19  | 2ªB       | 8°        |
| 2019/20  | 2ªB       | 20°       |
| 2020/21  | 2ªB       | 1°        |
| 2021/22  | 1ª RFEF   | 10°       |
| 2022/23  | 1ª RFEF   | 17°       |
| 2023/24  | 2ª RFEF   | 2°        |

## Palmarès

### Competizioni nazionali
- Tercera División: 2

2001-2002, 2002-2003

### Altri piazzamenti
- Copa Federación de España:

Semifinalista: 2009-2010

## Rosa

### Organico 2023-2024
| N. |                     | Ruolo | Calciatore       |
| -- | ------------------- | ----- | ---------------- |
| 1  | Spagna (bandiera)   | P     | Jagoba Zárraga   |
| 2  | Spagna (bandiera)   | D     | Saúl González    |
| 3  | Spagna (bandiera)   | D     | Sergi González   |
| 4  | Spagna (bandiera)   | D     | Luis Pareja      |
| 5  | Spagna (bandiera)   | D     | Álvaro Mayorga   |
| 6  | Spagna (bandiera)   | C     | Miki Muñoz       |
| 7  | Colombia (bandiera) | A     | Juancho Victoria |
| 8  | Spagna (bandiera)   | C     | Ces Cotos        |
| 9  | Spagna (bandiera)   | C     | Andreu Arasa     |
| 10 | Spagna (bandiera)   | C     | Hugo Esteban     |

| N. |                    | Ruolo | Calciatore       |
| -- | ------------------ | ----- | ---------------- |
| 11 | Spagna (bandiera)  | C     | Guille Perero    |
| 13 | Spagna (bandiera)  | P     | Diego Moreno     |
| 14 | Spagna (bandiera)  | D     | Jesús Ocaña      |
| 15 | Spagna (bandiera)  | D     | Adrián Luque     |
| 16 | Marocco (bandiera) | D     | Ismael Bekhoucha |
| 18 | Spagna (bandiera)  | C     | Guillermo Macho  |
| 19 | Spagna (bandiera)  | A     | Binke Diabaté    |
| 20 | Spagna (bandiera)  | C     | Yael Ballesteros |
| 21 | Spagna (bandiera)  | C     | Pablo Haro       |
| 22 | Spagna (bandiera)  | D     | Josín Martínez   |

### Staff tecnico
Álvaro García è l'allenatore.